# 사하구

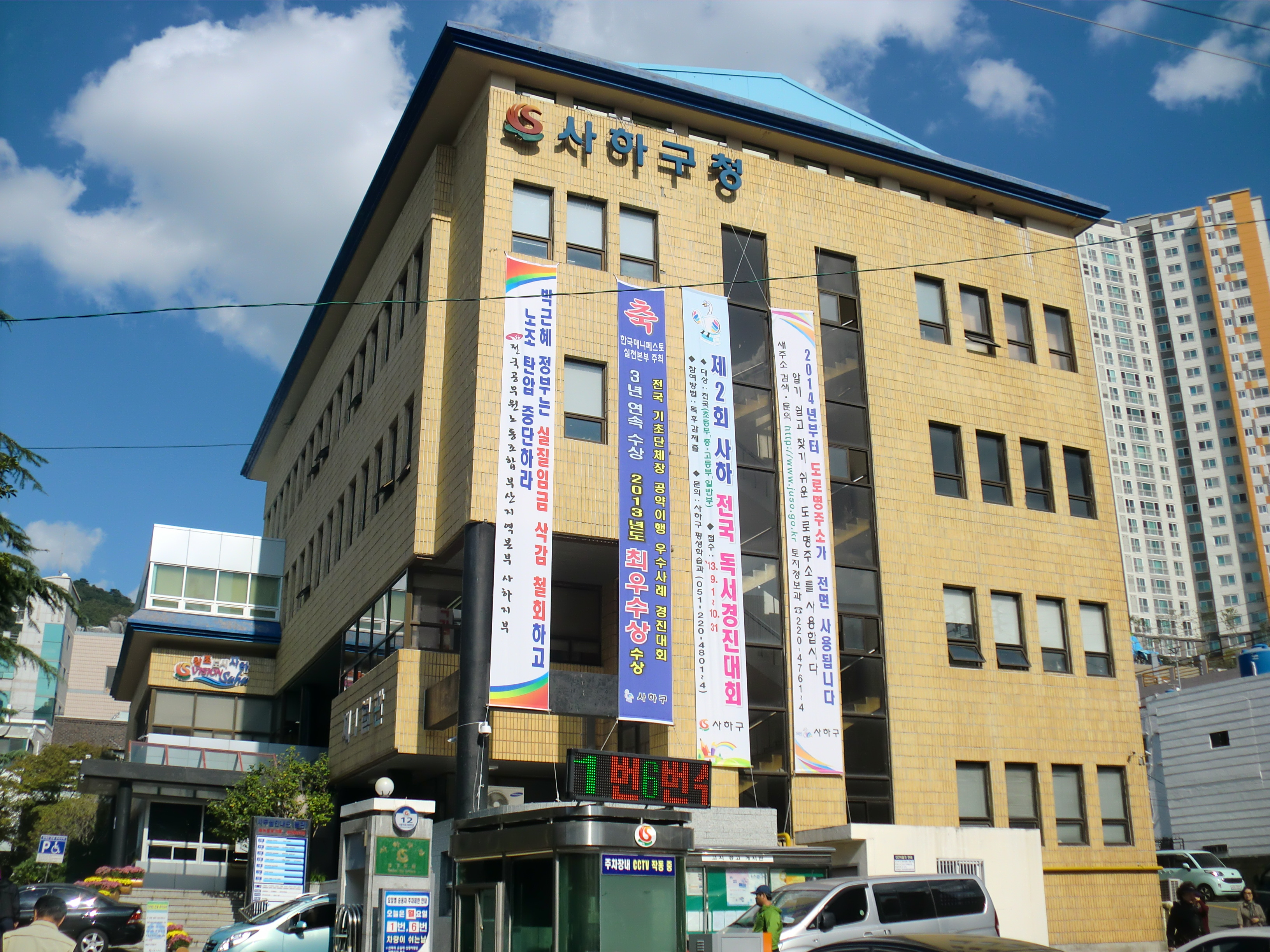
부산 사하구청

사하구(沙下區)는 대한민국 부산광역시 남서부에 있는 구이다. 사하라는 명칭은 1868년 고종 5년에 편찬된 《동래부사례》에서 기록을 찾을 수 있다. ‘사천면’이라는 지역이 사상면과 사하면으로 분리된 것이다.

## 역사
조선시대에는 경상도 동래군(東萊郡) 사천면(沙川面)에 속한 지역이었는데, 사천면을 상단(上端)과 하단(下端)으로 각각 구분하게 되었고, 이후 사천면 상단 지역은 동래군 사상면이 되고, 하단 지역은 동래군 사하면이 되었다. 1910년 10월 1일 조선총독부령 제7호로 부산부 사하면이 되었다. 1936년 4월 1일 조선총독부령 제8호로 사하면 암남리를 부산부에 편입하였다. 1942년 10월 1일 조선총독부령 제242호로 부산부에 편입되면서 사하출장소가 설치되었다.
- 1951년 9월 1일 : 한국전쟁 당시에 부산시 서부출장소 사하지소로 개칭되었다.
- 1957년 1월 1일 : 구제실시로 부산시 서구 사하출장소로 개칭하였다.
- 1963년 1월 1일 : 부산시가 부산직할시로 승격
- 1975년 10월 1일 : 부산시 직할 출장소로 승격
- 1983년 12월 15일 : 서구 일부와 북구 대저2동 을숙도, 일웅도를 관할로 사하구가 신설되었다.[7]
- 1988년 5월 1일 : 자치구가 되었다.
- 1991년 5월 15일 : 부산직할시 사하구의회가 개원하였다.
- 1995년 1월 1일 : 부산광역시 사하구가 되었다.

## 지리
부산의 서남단에 자리잡고 있는 사하는 장군봉, 천마산, 아미산, 시약산을 경계로 동쪽으로는 서구와 접하고 있으며 낙동강을 경계로한 서쪽에는 강서구, 구덕산 서쪽 능선과 승학산 줄기를 경계로 북쪽에는 사상구, 그리고 남쪽으로 남해와 접하고 있어 서부산의 중심에 위치하고 있다. 지형은 대체적으로 단층지형으로 단층산지, 단층곡지, 단층해안 지형으로 형성되어 있다. 낙동정맥의 줄기인 시약산에서 발원한 괴정천은 싸리골을 시작으로 괴정동을 반월형으로 감싸며 당리로 내려오다 승학산에서 내려오는 당리천과 만나 하단을 지나 낙동강으로 들어가는 하천이었으나 교통난 해소를 위한 복개도로 건설로 지금은 그 모습이 낙동강 하구쪽으로 일부만 남아 있다. 천마산 줄기인 장군반도와 낙동강변 산줄기인 두송반도 사이의 감천만은 대부분 암석 해안으로 이루어져 있으나, 지금은 감천항 종합개발사업 추진으로 매립되어 화물 전용부두로서의 면모를 갖추고 있으며 동아시아 최대 국제 수산물 시장이될 부산국제 수산물 거래소가 개설될 예정이다.

### 기후
사하지역의 기후는 온대 계절풍 기후대에 속하면서 해안성 기후의 영향으로 여름과 겨울의 온도 차이가 비교적 적다. 봄철에는 이동성 고기압의 영향을 주로 받아 좋은 날씨를 보일 때가 많으나 양자강 부근에서 발생한 저기압의 잦은 통과로 비도 자주 내린다. 여름철에는 북태평양 고기압과 오호츠크해 고기압 사이에 형성된 장마전선의 영향을 받고, 그 이후 북태평양 고기압의 영향으로 고온 다습한 날씨를 나타낸다. 특히 태풍 이동의 길목에 위치하고 있어 태풍의 직, 간접 영향을 받기도 한다. 가을철에는 이동성 고기압의 영향으로 맑은 날씨를 많이 보이며 겨울철에는 대륙성 고기압의 영향으로 한랭하고 건조한 날씨가 이어지고 북서 계절풍이 불지만, 해양성 기후의 영향으로 타지방에 비해 온화한 날씨를 보인다.

## 행정 구역
사하구의 행정 구역은 16개동, 433통, 2,598반으로 구성되어 있다. 면적은 41.70km이며, 2011년 12월 31일을 기준으로 사하구의 행정 구역과 인구 등의 세부 현황은 다음과 같다.

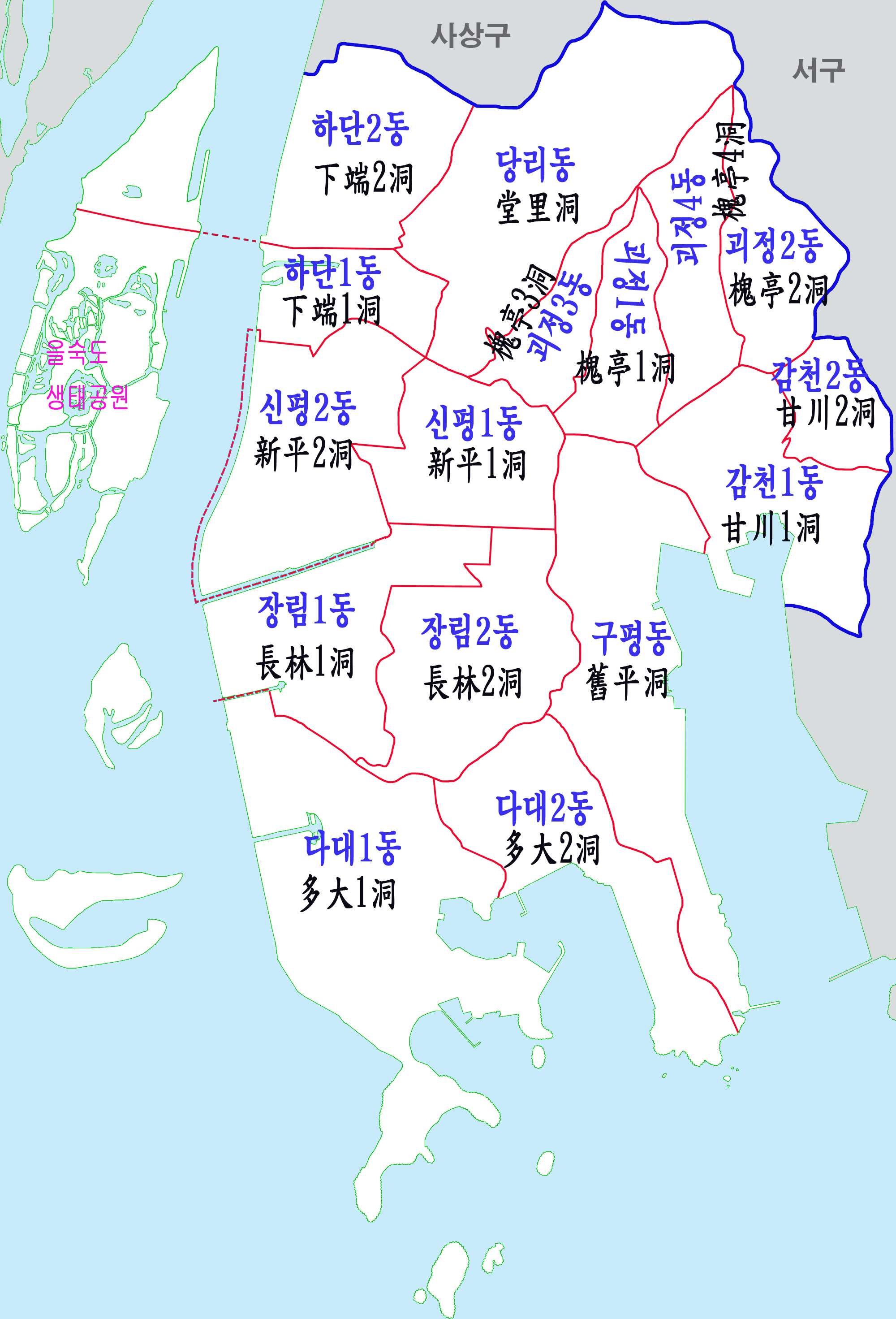

| 행정동    | 한자      | 면적 (km2) | 세대    | 인구 (명) |
| --------- | --------- | ---------- | ------- | --------- |
| 괴정제1동 | 槐亭第1洞 | 1.09       | 8,042   | 21,796    |
| 괴정제2동 | 槐亭第2洞 | 1.03       | 6,560   | 17,309    |
| 괴정제3동 | 槐亭第3洞 | 1.90       | 6,156   | 14,985    |
| 괴정제4동 | 槐亭第4洞 | 0.87       | 6,446   | 16,761    |
| 당리동    | 堂里洞    | 3.87       | 10,976  | 30,823    |
| 하단제1동 | 下端第1洞 | 5.06       | 8,866   | 24,706    |
| 하단제2동 | 下端第2洞 | 3.08       | 10,915  | 28,441    |
| 신평제1동 | 新平第1洞 | 1.65       | 8,354   | 20,204    |
| 신평제2동 | 新平第2洞 | 2.65       | 6,024   | 17,175    |
| 장림제1동 | 長林第1洞 | 2.53       | 6,146   | 15,907    |
| 장림제2동 | 長林第2洞 | 2.30       | 11,083  | 31,701    |
| 다대제1동 | 多大第1洞 | 6.50       | 16,786  | 46,575    |
| 다대제2동 | 多大第2洞 | 2.69       | 11,213  | 30,356    |
| 구평동    | 舊平洞    | 3.48       | 2,541   | 7,009     |
| 감천제1동 | 甘川第1洞 | 2.38       | 9,332   | 25,747    |
| 감천제2동 | 甘川第2洞 | 0.62       | 4,429   | 10,155    |
| 사하구    | 沙下區    | 41.70      | 133,869 | 359,651   |

## 인구
| 연도   | 총인구    |
| ------ | --------- |
| 1980년 | 208,787명 |
| 1985년 | 271,124명 |
| 1990년 | 342,647명 |
| 1995년 | 380,489명 |
| 2000년 | 374,476명 |
| 2005년 | 358,514명 |
| 2010년 | 340,844명 |
| 2015년 | 334,762명 |
| 2020년 | 311,757명 |

## 산업
부산의 서남단 낙동강 하구에 자리 잡은 사하구는 김해공항, 감천항, 남해고속도로, 경부고속도로와 인접한 서부산의 관문이자 신평·장림산업단지를 축으로 하는 부산 산업경제의 중심지이다. 전통적으로 물자가 집산되었던 낙동강 하구 하단을 제외하면 소외된 지역으로 일제시대 분뇨처리장이 설치되었고, 한국전쟁 때에는 피난민이 판자촌을 만들어 집단 거주했던 변두리 지역이었다. 사하구가 부산 서쪽의 관문이자 산업기지로 탈바꿈하기 시작한 것은 박정희 정권기 경제개발과 함께 시작되었다. 1960년대초 감천화력발전소(현재의 한국남부발전(주) 부산천연가스발전본부) 건설은 사하구의 산업기지로서의 발전을 예고하는 신호탄이었다. 이어서 1970년대에는 산업기지 건설을 위한 기초 인프라 확충이 전개되었다. 서대신동과 괴정동을 있는 대티터널이 뚫리고, 괴정동에서 북구 엄궁동을 거쳐 남해고속도로와 김해공항까지 연결되는 낙동로가 확장·포장되는 한편으로 주요 간선도로인 다대로, 감천로가 확장되고 도시발전의 걸림돌이었던 분뇨처리장이 이전되면서 본격적인 개발이 시작되었다. 사회 인프라가 갖춰지기 시작하면서 사람들이 이주해오고 공장이 들어섰다. 괴정과 하단 지역의 구획정리사업으로 많은 농경지가 주택지로 정비된 것은 사람들의 이주를 가속화시켰고, 준공업 지역으로 지정되었던 것은 공장의 설립, 이주를 보다 활성화시켰다. 사하구가 이웃 사상공업단지와 남해고속도로를 연결하는 주요 교통로의 위치로 부상했던 것도 지역발전에 도움이 되었다. 이를 통해 사하구는 지역 변두리에서 차츰 시가지로서의 면모를 갖추게 되었다.

### 수산업
- 국가어항 : 다대포항, 감천항

## 관광
- 다대포 해수욕장

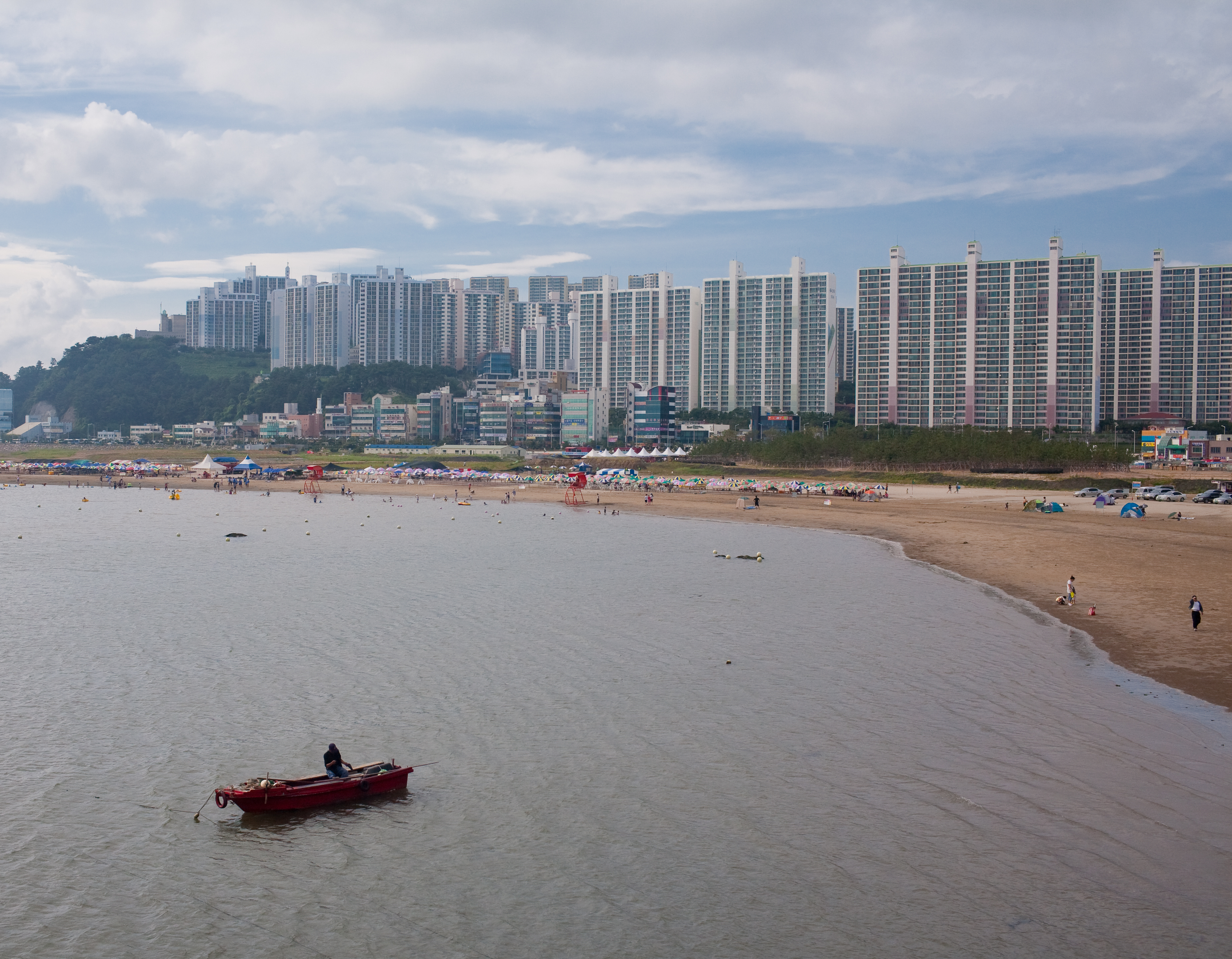
다대포 해수욕장

"다대포 꿈의 낙조분수"는 지름 60m, 최대 물높이 55m, 물 분사 노즐 수 1046개, 조명 511개, 소분수 24개 등 대한민국 최대 규모의 바닥음악분수이다.
- 낙동강 하류 철새 도래지

부산광역시 북구, 사상구, 사하구, 강서구 일원으로 1966년 7월 13일 천연기념물 제179호로 지정되었다. 낙동강 유역 일대는 옛날부터 유명한 철새도래지로서 천연기념물로 지정하여 보호하고 있다. 그 유역은 사하구 다대동에서 장림동, 하단동을 경유하여 북구 금곡동에 이르기까지, 또 서쪽으로는 강서구 명지동과 가덕도동을 포함한 광활한 낙동강 하류 일대의 공유수면 일대까지 퍼져있다.
- 을숙도

낙동강하구에 삼각주로 이루어진 섬으로 갈대밭과 수초가 무성하고 어패류가 풍부하여 철새들의 보금자리이기도 한 이곳은 낙동강 하구둑 다리 건설로 교통이 편리하여 찾는 사람들이 날로 늘어나고 있다. 또한 을숙도 상단부에는 넓은 주차장, 문화회관, 자동차 전용극장, 야외공연장, 인라인 스케이트장, 간이축구장, 잔디광장, 휴게소 등 각종 편의시설이 잘 갖추어져 있으며 가족 단위의 산책 장소 및 단체모임의 장소로 안성맞춤이다.

## 교육

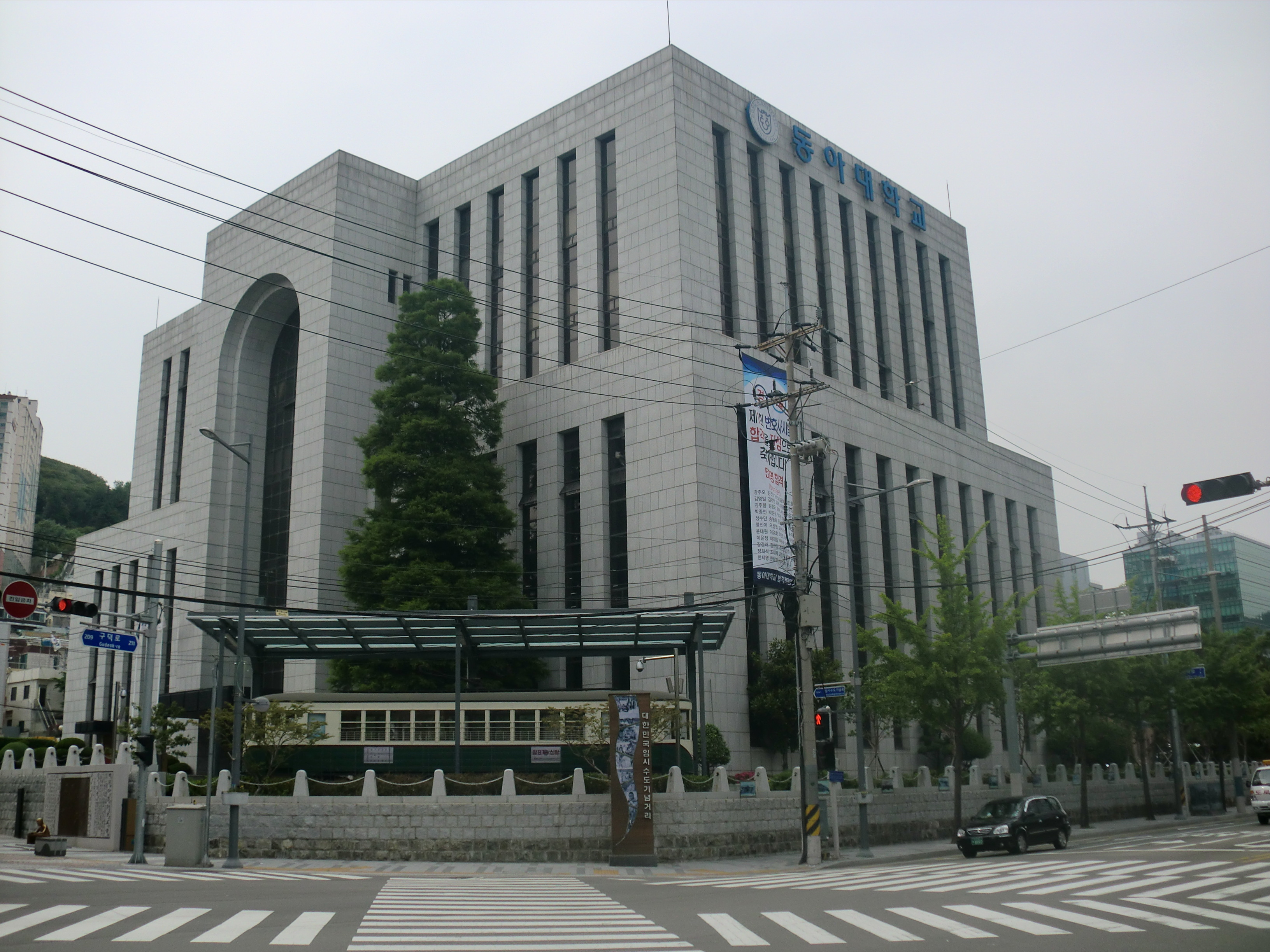
동아대학교

- 사립대학교

|  | - 동아대학교 |

- 사립전문대학

|  | - 부산보건대학교 |

- 고등학교

|  | - 대동고등학교 - 동아고등학교 - 삼성여자고등학교 - 성일여자고등학교 | - 건국고등학교 - 부산자동차고등학교 - 대광발명과학고등학교 | - 동아공업고등학교 - 부일전자디자인고등학교 - 부일외국어고등학교 | - 해동고등학교 - 부산여자고등학교 - 다대고등학교 - 부산일과학고등학교 |

- 평생교육

|  | - 국제금융고등학교 | - 부경정보과학고등학교 |

- 특수학교

|  | - 부산천사의학교 |

## 교통

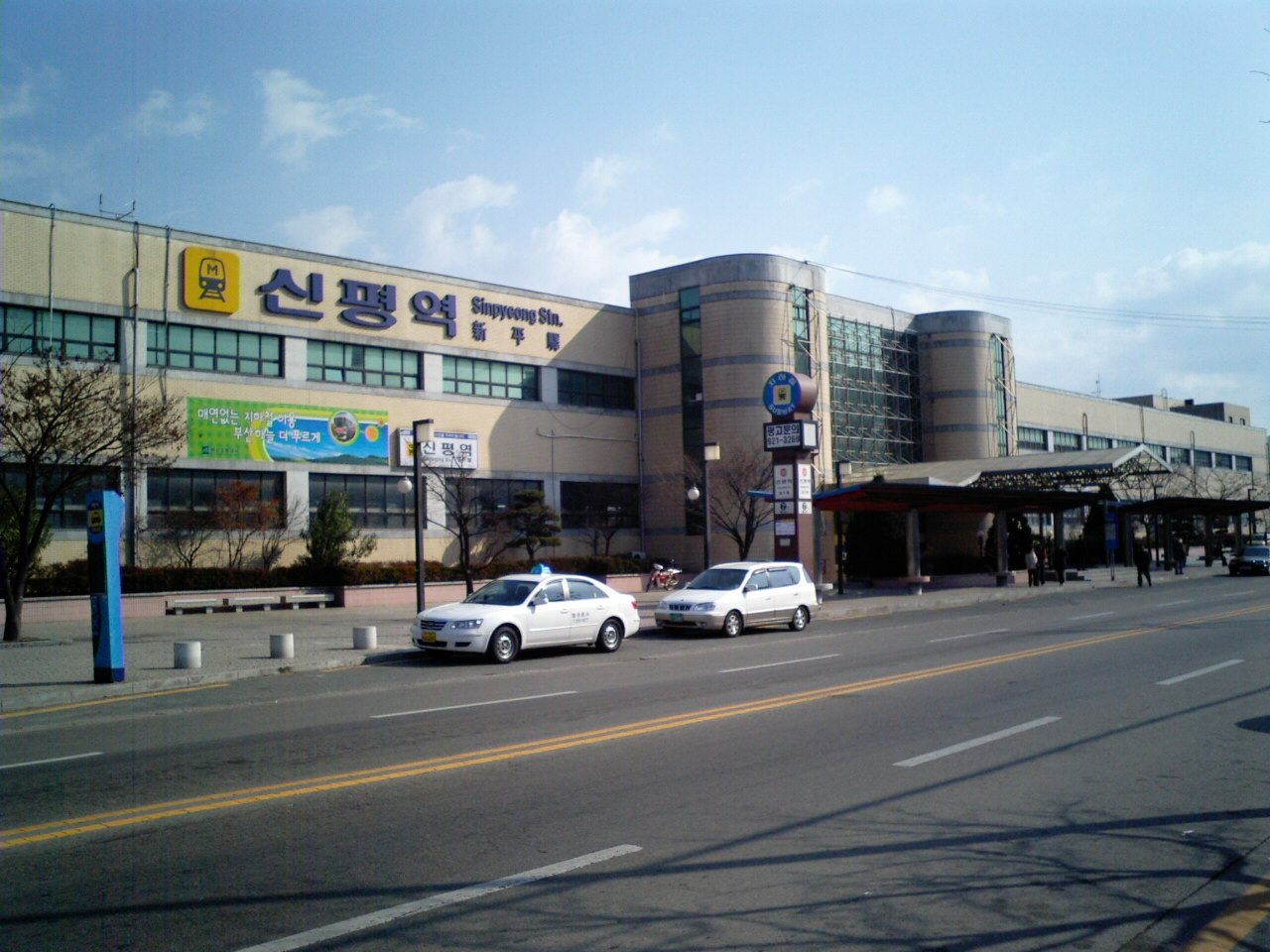
신평역

- 부산 도시철도 1호선
  - 다대포해수욕장역
  - 다대포항역
  - 낫개역
  - 신장림역
  - 장림역
  - 동매역
  - 신평역
  - 하단역
  - 당리역
  - 사하역
  - 괴정역
  - 대티역

## 갤러리

### 도심풍경

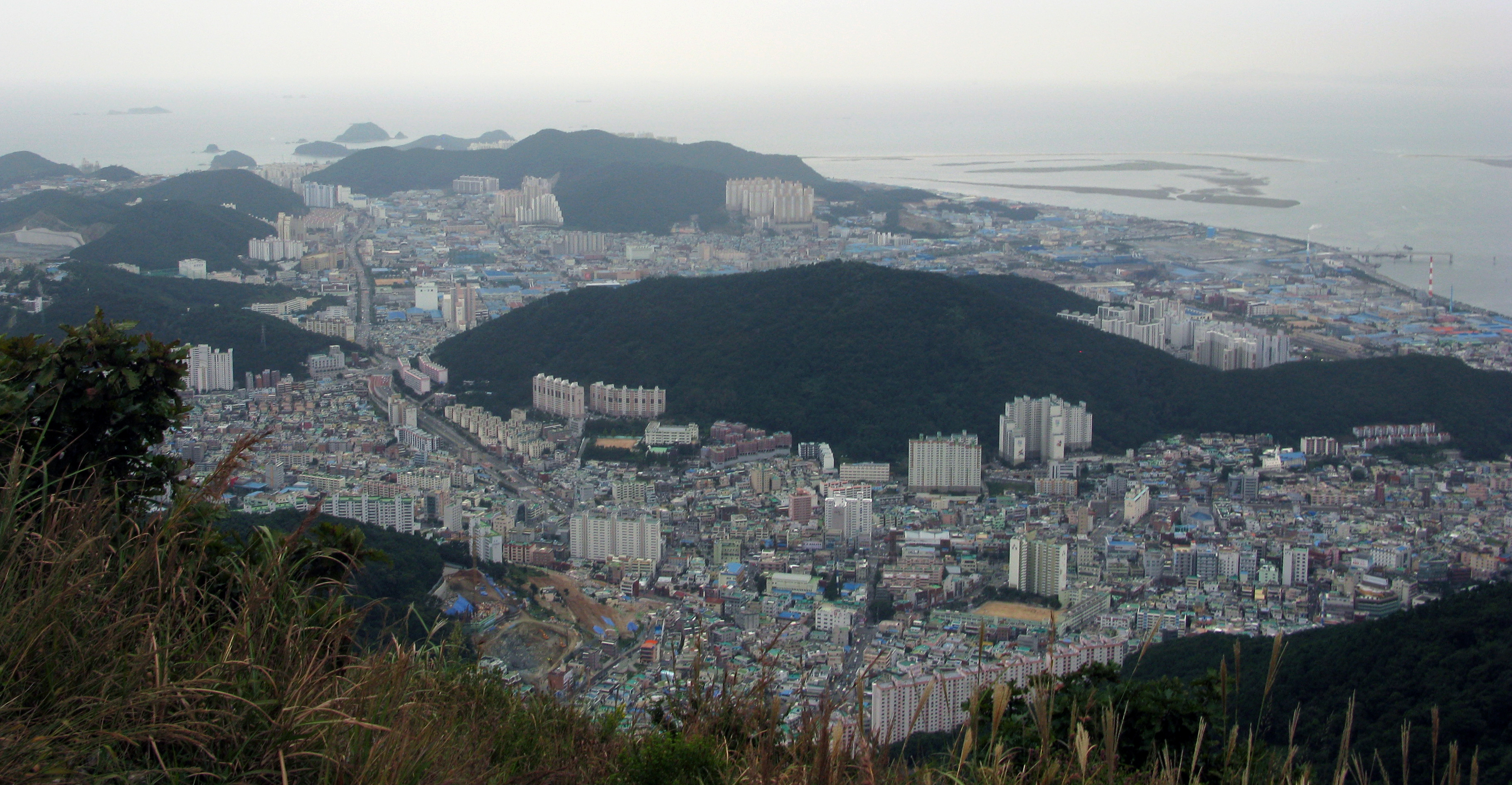
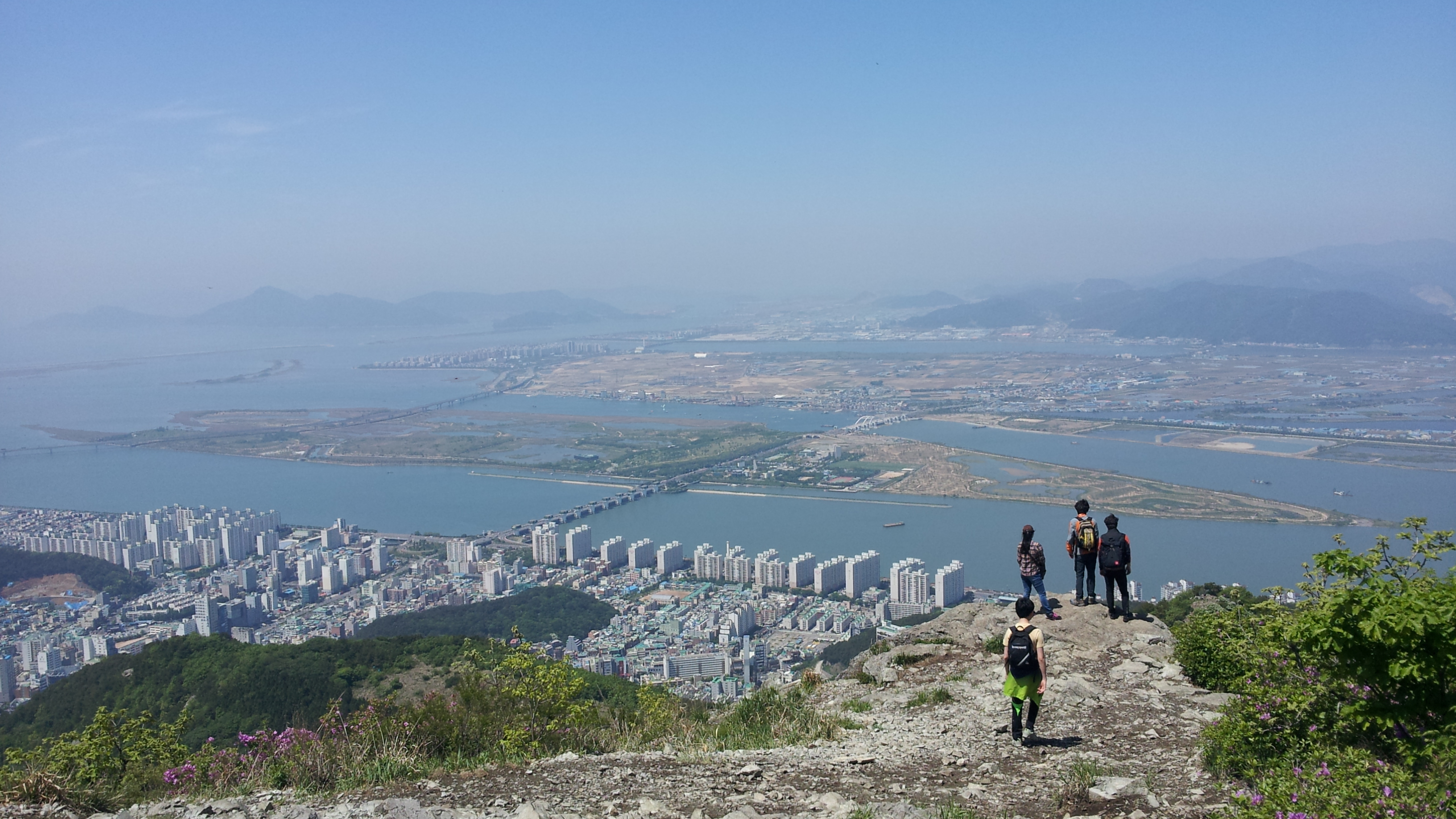
하단동 일대와 멀리 보이는 을숙도
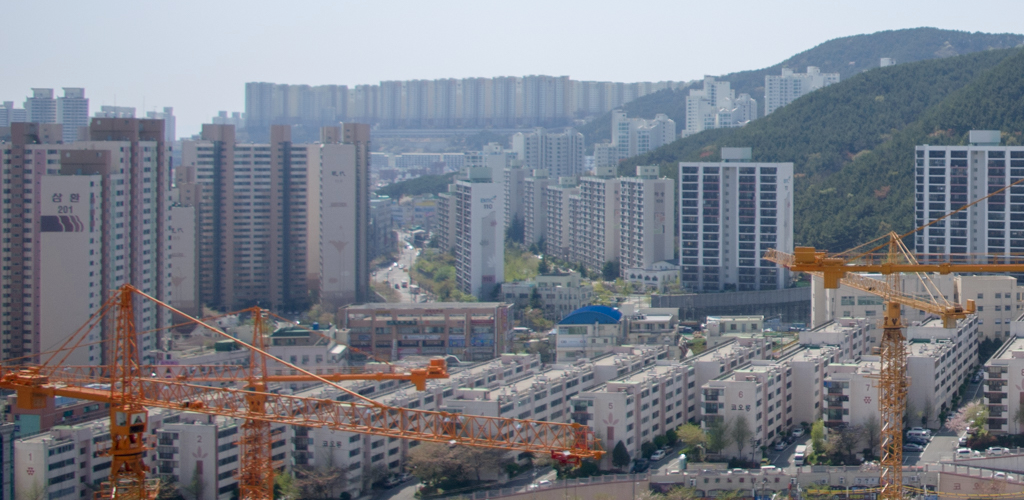
다대동 일대
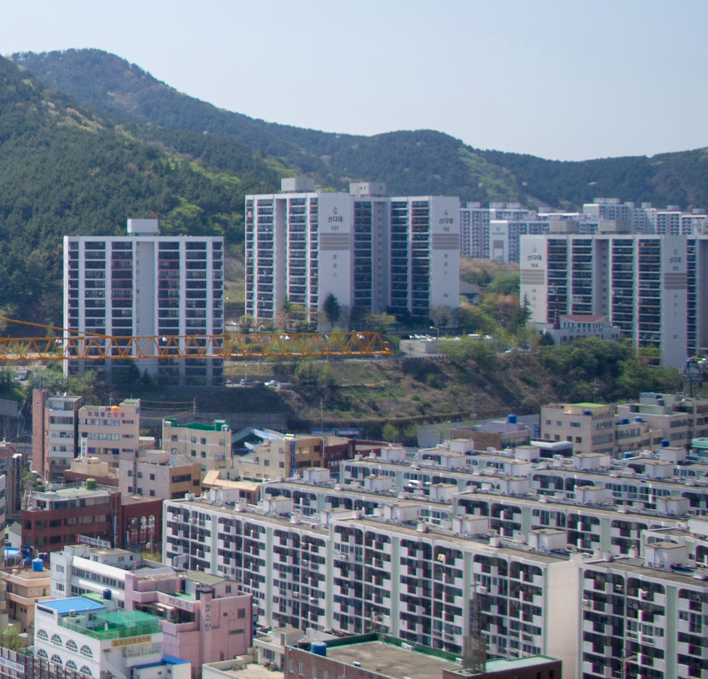
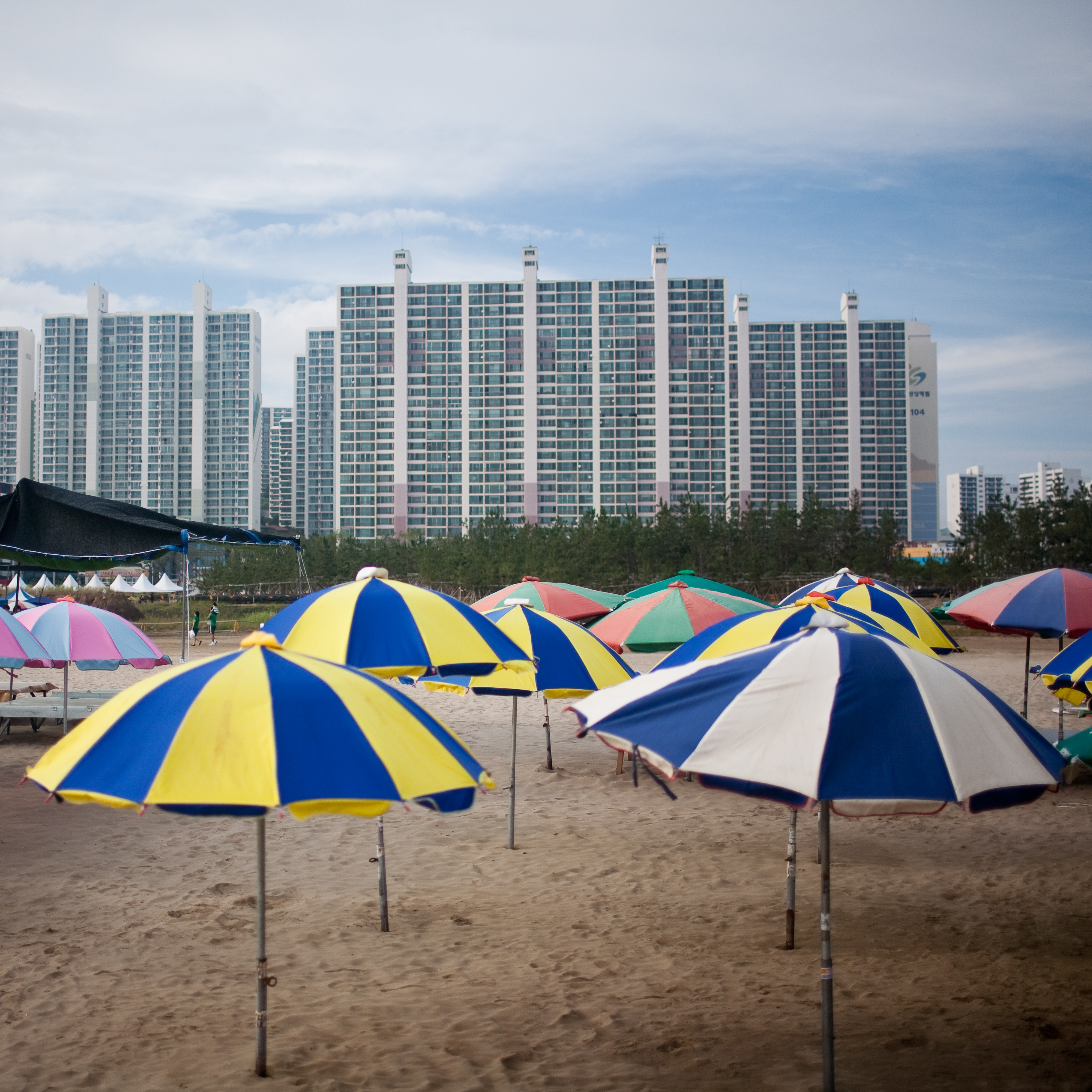
다대포 해수욕장과 아파트 단지

### 감천문화마을

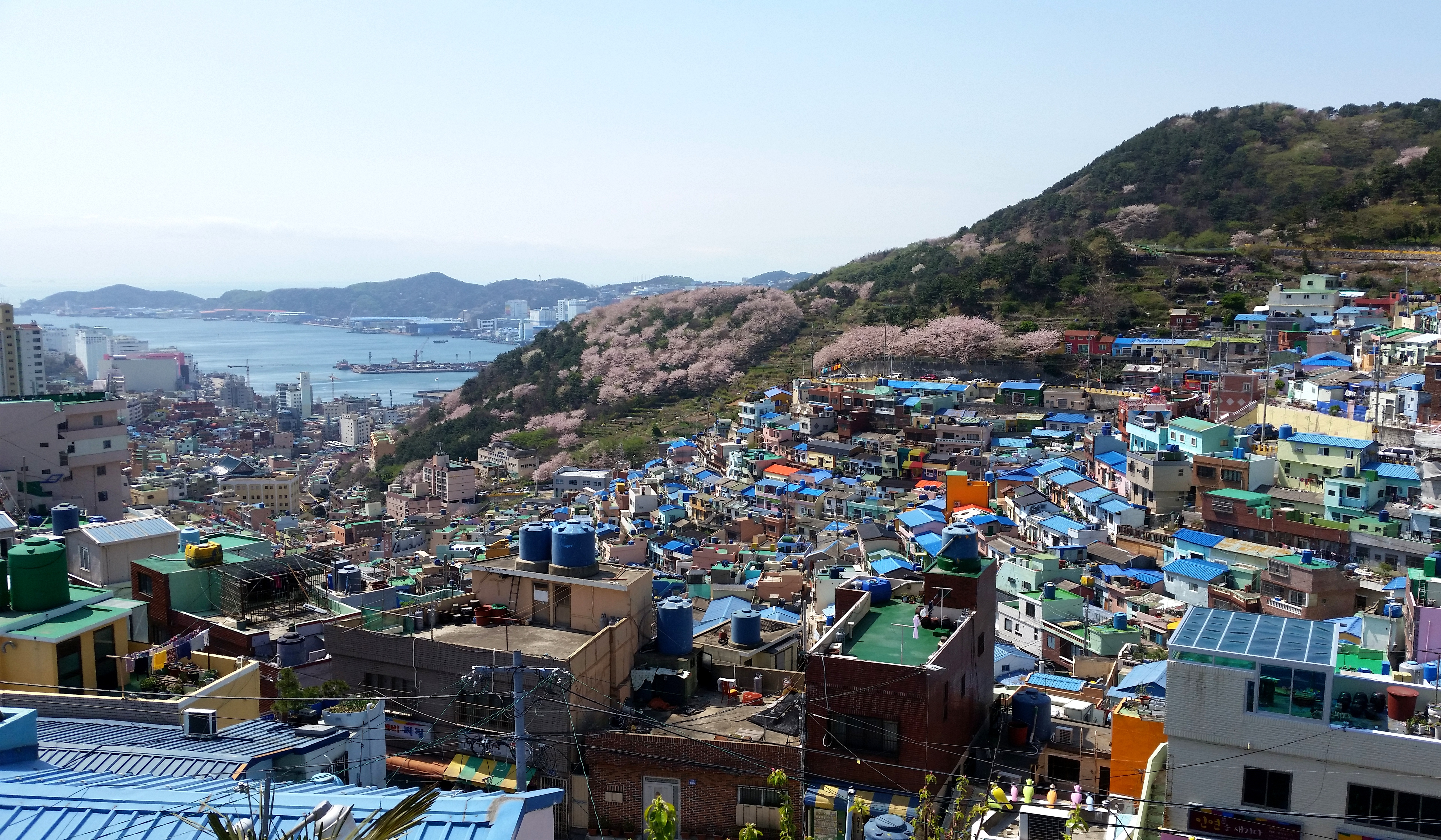
전경
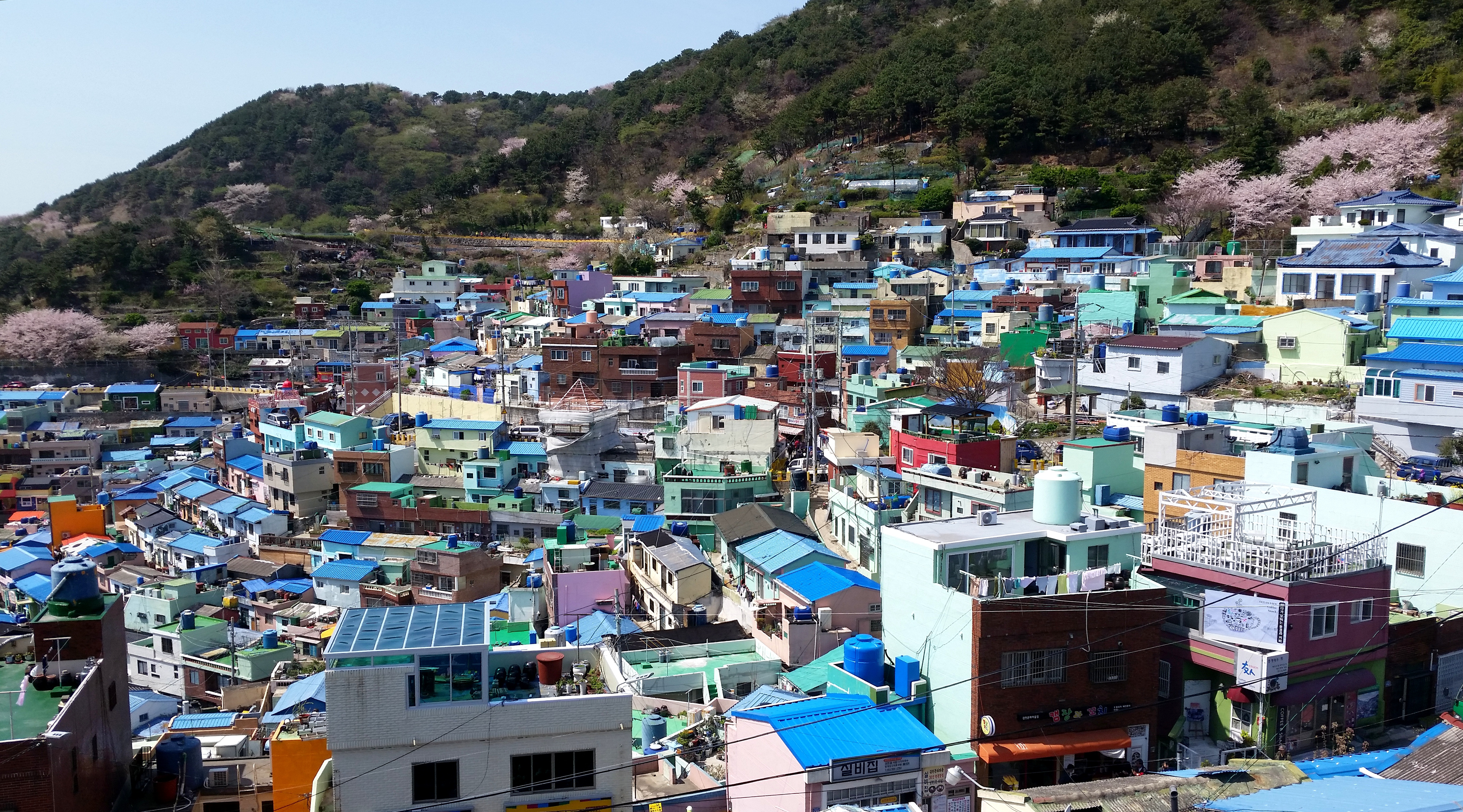
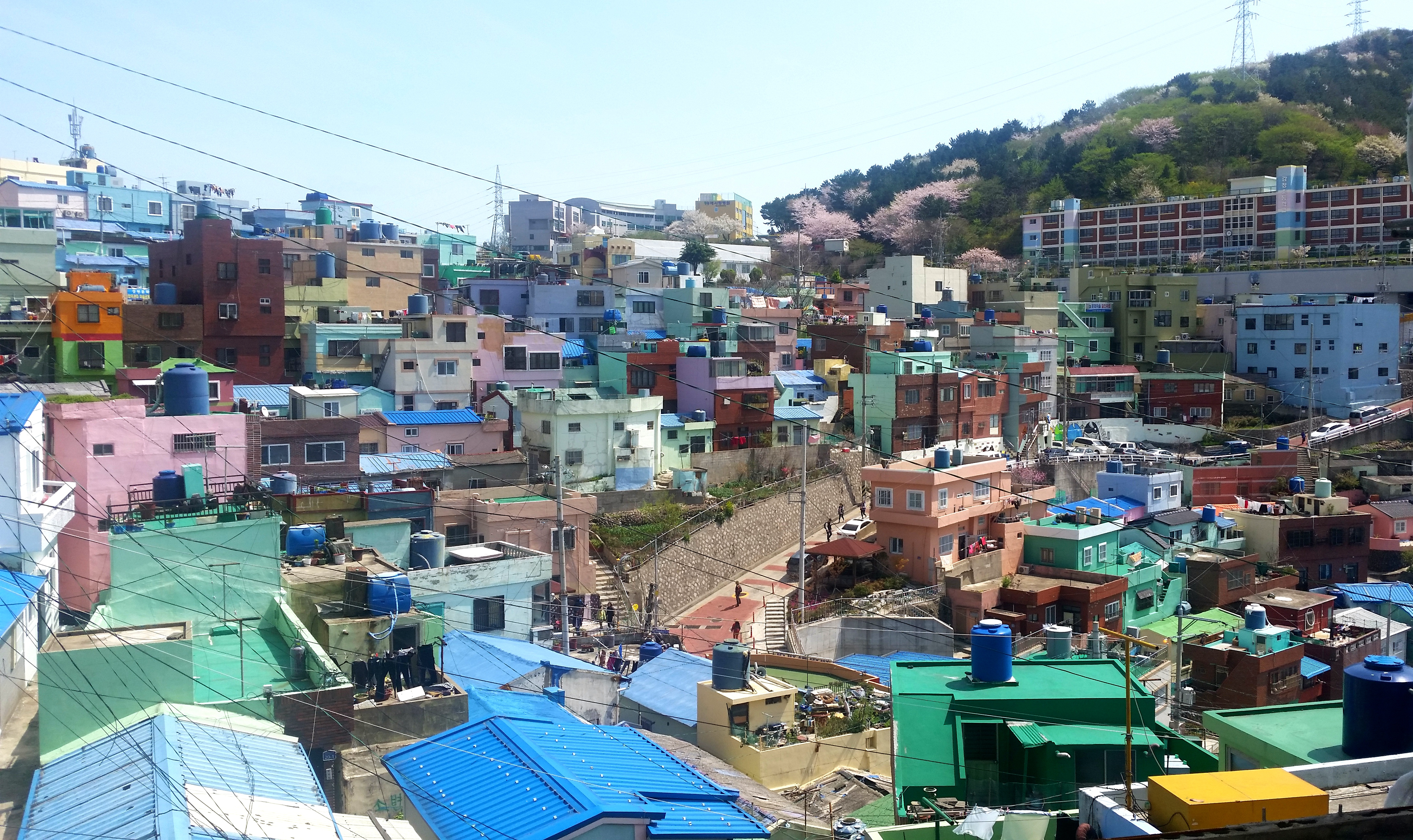
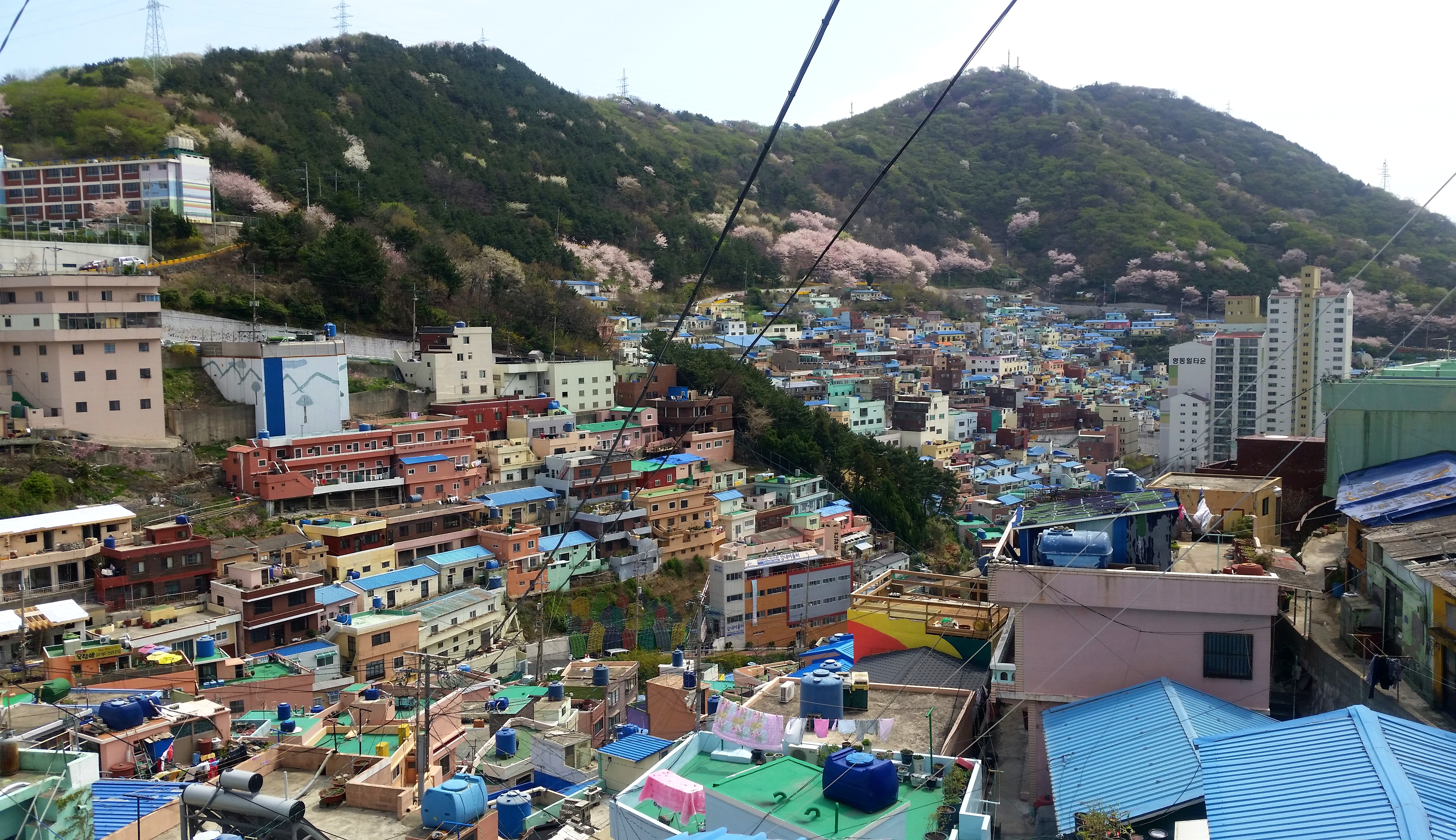
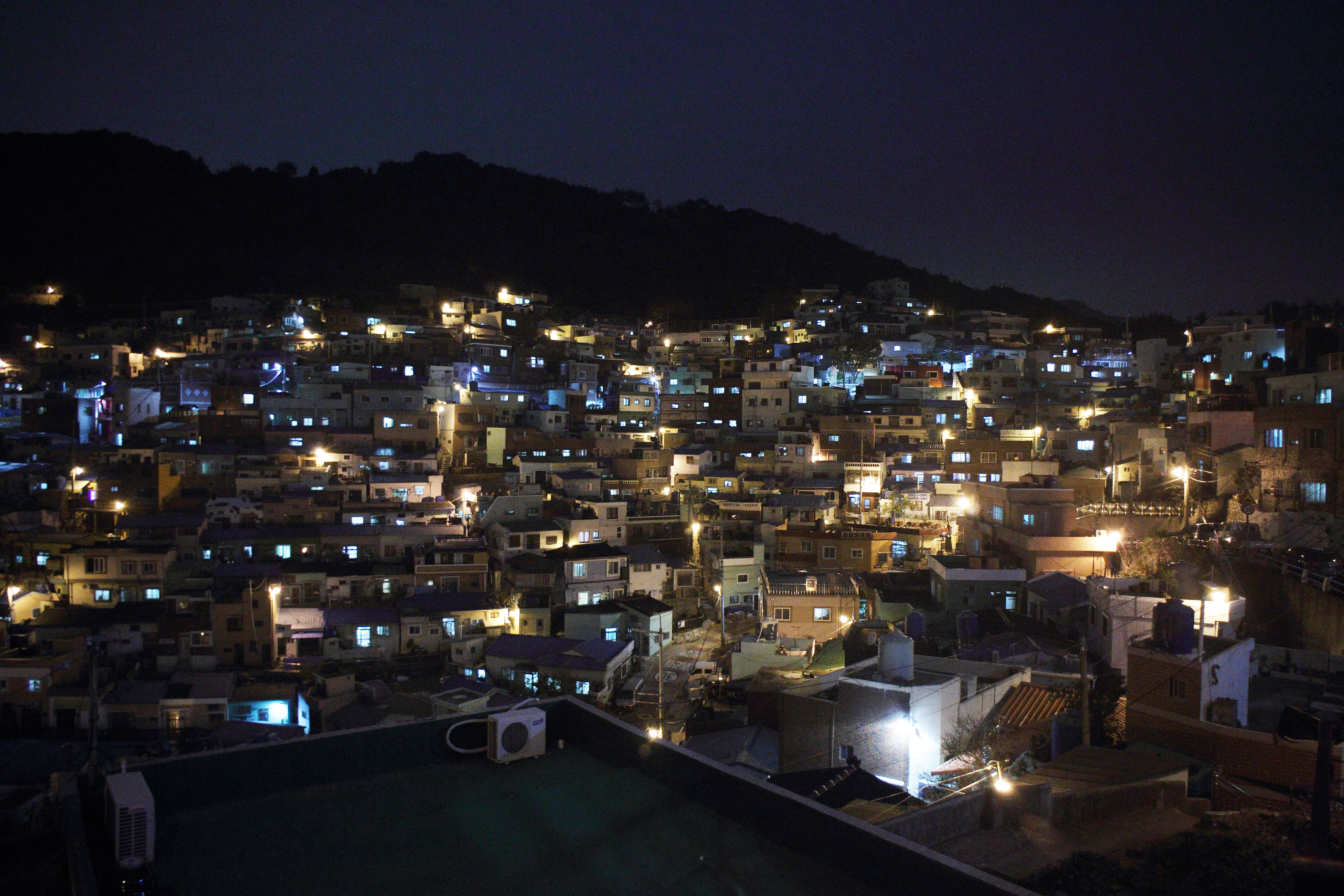
야경

## 자매 도시
| 지역 & 국가    | 도시     | 도시                       |
| -------------- | -------- | -------------------------- |
| 대한민국       | 경기도   | 안성시                     |
| 대한민국       | 전라남도 | 화순군 (1998년 12월 15일)  |
| 중화인민공화국 | 상하이시 | 자베이 구                  |
| 중화인민공화국 | 톈진시   | 둥리 구 (2009년 10월 19일) |

## 같이 보기
- 부산광역시
- 대한민국의 지리